# Robert Coppée
Robert Coppée (Hainaut, 23 de abril de 1895 - 19 de julho de 1952) foi um futebolista belga que competiu nos Jogos Olímpicos de Verão de 1920, ele ganhou a medalha de ouro como membro da Seleção Belga de Futebol.

## Ligações Externas
- Perfil em DatabaseOlympics[ligação inativa]